# René Peytavy
Pas d'image ? Cliquez ici

a Compétitions nationales et continentales officielles uniquement.

René Peytavy, né le 17 avril 1920 à Prades et mort le 21 septembre 2016 à Saint-Estève, est un joueur de rugby à XIII évoluant au poste d'arrière ou de centre, reconverti entraîneur.
Il effectue sa carrière sportive au sein de Carcassonne, club dominant le rugby à XIII français à la sortie de la Seconde Guerre mondiale. Dans un effectif regorgeant d'internationaux, Peytavi est la doublure de luxe de Puig-Aubert, prenant part aux titres de Championnat de France en 1950 et de la Coupe de France en 1951.
En 1951, il prend part au passage du rugby à XV au rugby à XIII du club de Limoux. Venu comme joueur, il en devient rapidement entraîneur-joueur. Par la suite, il entraîne à plusieurs reprises le club de Perpignan, le XIII Catalan. Il amène le club au doublé Championnat de France 1969-Coupe de France 1969, une première dans l'histoire du club.

## Palmarès

### En tant que joueur
- Collectif : 
  - Vainqueur du Championnat de France : 1950[1] (Carcassonne).
  - Vainqueur de la Coupe de France : 1951[1] (Carcassonne).
  - Finaliste du Championnat de France : 1949 (Carcassonne).
  - Finaliste de la Coupe de France : 1949 (Carcassonne).

### En tant qu'entraîneur
- Collectif : 
  - Vainqueur du Championnat de France : 1969 (XIII Catalan).
  - Vainqueur de la Coupe de France : 1969 (XIII Catalan).